# Combate de Bellavista (Chile)
La Batalla de Bellavista o también llamada Batalla de los Cerros de Bellavista fue una acción de guerra desarrollada durante la campaña que el general Ramón Freire llevó a cabo contra los españoles, con el propósito de incorporar la Provincia de Chiloé al territorio de la República de Chile el 14 de enero de 1826.
El jefe de las fuerzas realistas era el coronel Antonio Quintanilla.
Las mejores posiciones españolas estaban en Bellavista, cerca de San Carlos de Chiloé (hoy Ancud) en la Isla Grande de Chiloé, pero no pudiendo hacerse fuertes en ellas se retiraron a la ciudad de Castro, que tras un asedio de varios días también acabaría cayendo en manos patriotas.
Mientras tanto los chilenos se tomaban también la ciudad de San Carlos de Chiloé. Las fuerzas chilenas tuvieron en esta acción 92 bajas y las fuerzas realistas tres veces más.